# Åsa Storck
Åsa Marianne Storck, född Bengtsson 2 mars 1964 i Hubbo utanför Västerås, är en svensk författare.

## Biografi
Åsa Storcks första bok kom ut 1991 och heter Lovisa vill bli dirigent. Det finns fyra böcker om Lovisa. Efter böckerna om Lovisa började hon skriva längre kapitelböcker, den första heter Rymlingen och gavs ut 1996 på Hegas förlag.
Hon har skrivit flera historiska böcker och gett ut två novellsamlingar samt en läsebok och flera serier "börja läsa"-böcker. 2010 kom hennes första lättlästa vuxenbok, skriven tillsammans med Christina Nyrell och med illustrationer av Emma Nyrell. Hösten 2011 kom "Mera pinnar", en bilderbok med tomtetema som Åsa skrivit tillsammans med Christina Nyrell och med illustrationer av Christina Ohliw.
Åsa Storck är medlem i Sveriges Författarförbund, Författarcentrum, Smålands författarsällskap och Barnboksnätet.
2025 deltog hon i Postkodsmiljonären och vann 225 000 kr. 

## Stipendier och utmärkelser
- 2023 - Stipendium Läromedelsförfattarnas kopieringsfond
- 2021 - Stipendium Författarnas Fotokopieringsfond
- 2021 - Vistelsestipendium på Henning Mankells Överberg
- 2020 - Vinnare av Studieförbundet Vuxenskolans lättläst-pris för boken Kramar och brev[2]
- 2020 - Stipendium Läromedelsförfattarnas kopieringsfond
- 2019 - Snöfågelstipendiet[3]
- 2017 - Stipendium Författarnas Fotokopieringsfond
- 2016 - Emilpriset
- 2009 - Stipendium Författarnas Fotokopieringsfond
- Tvåårigt arbetsstipendium från Sveriges författarfond 2006-2007
- 5.e plats i Bokjuryn 2004
- 2004 - Stipendium Författarnas Fotokopieringsfond 2004
- 2002 - Ettårigt arbetsstipendium från Sveriges författarfond 2002
- 2001 - 1:a pris i Natur & Kulturs barnbokspristävling 2001
- 2001 - Taltidningsstipendium 2001
- 2001 - Jönköpings läns landstings arbetsstipendium 2001
- 3:e pris i LL-förlagets manustävling för lättlästa böcker för slukaråldern 2001
- Första pris i Kyrkans tidnings novelltävling 1998
- Ettårigt arbetsstipendium från Sveriges författarfond 1998
- Gislaveds kommuns kulturstipendium 1995

### Nomineringar
- Nominerad 2020 till Barnens romanpris i Karlstad för "Alice i Stratford" (På plats i tiden) på Hegas förlag
- Nominerad till AMY-priset 2016

## Arbete
Åsa Storck är utbildad bibliotekarie och har parallellt med skrivandet arbetat på biblioteken i Gislaveds kommun, varit skolbibliotekarie på Lundåkerskolan i Gislaved, barnbibliotekarie och bibliotekschef i Värnamo, Huskvarna, Jönköping och  Vaggeryds kommun. Från 2024 arbetar hon enbart som författare och föreläsare. 

## Extern webbplats
- https://www.facebook.com/asa.storck
- https://ff.forfattarcentrum.se/forfattare/253/sa_Storck